# Jean-Marie Louvel
Pour les articles homonymes, voir Louvel.
Jean-Marie Louvel, né à La Ferté-Macé le 1er juillet 1900, mort à Caen le 13 juin 1970, est un homme politique et dirigeant d'entreprise français.

## Biographie
Issu d'une ancienne famille normande originaire de Saint-Georges-de-Rouelley, élève au lycée Malherbe de Caen, il suit les cours de l'École polytechnique (Promotion X1920N) et de Supélec (École supérieure d'électricité). Ingénieur, il entre à la Société générale d'entreprises (SGE) pour laquelle il s'occupe de l'installation d'une centrale thermique en Sarre puis de la construction d'une centrale hydraulique au Maroc entre 1928 et 1930. En 1936, il prend la charge de directeurs des services électriques de l'entreprise. Mobilisé en 1939 comme officier d'artillerie, il reçoit la croix de guerre.
Membre du MRP dont il est un temps trésorier, il prend la tête de la liste de son parti dans le Calvados pour les deux assemblées constituantes, en octobre 1945 et juin 1946, obtenant 49 % puis 41,5 % des suffrages. Il est reconduit député MRP du Calvados pour la première législature de la Quatrième République en novembre 1946.
Président entre 1945 et janvier 1950 de la Commission de l'équipement national et de la production au Palais Bourbon, il dirige en 1946 la commission de la nationalisation et négocie à ce titre face au ministre Marcel Paul de fortes compensations pour les actionnaires des compagnies d'électricité, parmi lesquels son ancien employeur, la SGE et son PDG Paul Huvelin. Il siège également à la Commission de la défense nationale ainsi qu'à celle de la presse de la radio et du cinéma. Lors du vote de la loi de nationalisation, en avril 1946, il choisit, avec quelques autres députés MRP, de "ne pas prendre part au vote ", contrairement à la majorité du groupe MRP qui vote la loi. Cependant, à partir de 1948, il anime aux côtés de Marcel Paul et Albert Caquot, le "Comité de défense de l'équipement énergétique", qui s'oppose aux réductions de crédits pour l'équipement hydro-électrique de la France.(5) 
Proche de Georges Bidault, il devient ministre de l’Industrie en février 1950, et conserve son portefeuille jusqu'en juin 1954, malgré la succession des cabinets Bidault, Queille, Pleven, Faure, Pinay, Mayer et Laniel. Favorable au libéralisme, il parvient à concilier les désirs du patronat avec les impératifs du Plan dans une phase de grande expansion économique. Très attentif au secteur de l'énergie, il engage la France dans la prospection pétrolière en Algérie et encourage les entreprises françaises, dont la SGE et la Compagnie générale d'électricité, à investir dans l'exploitation des gisements. Il crée l'INPI en 1950, met en œuvre la Communauté européenne du charbon et de l'acier et constitue le fonds d'aide au cinéma français en 1952.
À la même époque, de 1945 à 1953, il est maire du Vésinet, où il s'est installé dans les années 1930. Il accompagne le renouveau de la commune après l'Occupation, en améliorant les équipements collectifs et la voirie. Il installe le groupe scolaire Pallu dans la propriété Saint-Rémy racheté en 1946, aménage plusieurs espaces verts, fait agrandir la gendarmerie en 1952. Aux municipales de 1953, il abandonne Le Vésinet pour Caen, où il est élu conseiller municipal et exerce par la suite de fait les fonctions de maire à cause de la maladie d'Yves Guillou.
Favorable à l'arrivée au pouvoir de De Gaulle en juin 1958, il se prononce pour le oui à la Constitution de 1958, et se présente dans la première circonscription du Calvados en novembre. Battu par le candidat UNR, il  est élu en avril suivant au Sénat, devient maire de Caen, et est élu au 1er tour de scrutin, le 4 juin, au conseil général par le canton de Caen-Ouest. Il fut aussi membre du Sénat de la Communauté. Partisan de l'Algérie française, il prône l'abstention au référendum de 1961.
Comme maire de la capitale bas-normande, il s'oppose en 1968 au directeur du Théâtre de Caen, Jo Tréhard, qu'il juge trop militant et pas assez porté sur le théâtre classique, le limoge, et remunicipalise la salle qui avait obtenu le label de Maison de la Culture.
En janvier 1965, il succède à Émile Marterer en tant que président de la Compagnie générale d'électricité. Il engage l'absorption de la SGE.
Touché par une hémorragie cérébrale le 25 avril 1970, il meurt le 13 juin suivant. Sa tombe est visible dans le cimetière caennais de Saint-Gabriel.
Jean-Marie Girault, son 7e adjoint, lui succède à la mairie et au conseil général et Philippe de Bourgoing au Sénat.

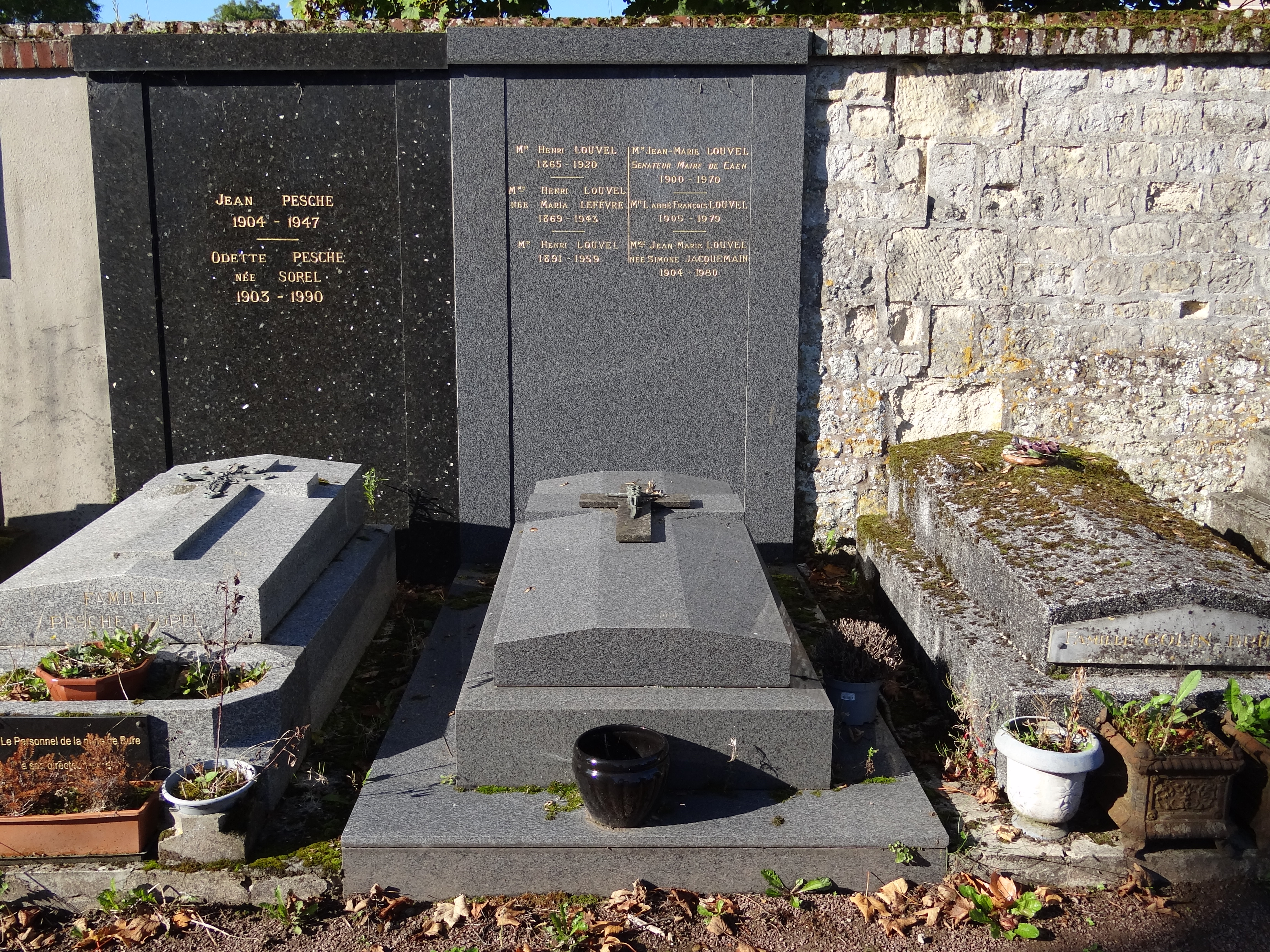
La tombe de Jean-Marie Louvel au cimetière Saint-Gabriel de Caen (Calvados).

## Décoration
- Chevalier de la Légion d'honneur

## Mandats et fonctions

### Mandats locaux
Conseil général du Calvados
- 4 juin 1961-13 juin 1970 : Membre (canton de Caen-Ouest), (réélu le 24 septembre 1967 au 1er tour).

Maire du Vésinet
- 1945-1953 : Maire

Mairie de Caen
- 1953-1970 : Conseiller municipal
- 1959-1970 : Maire

### Mandats parlementaires
- 21/10/1945 - 10/06/1946 : Député du Calvados - Mouvement républicain populaire
- 02/06/1946 - 27/11/1946 : Député du Calvados - Mouvement républicain populaire
- 10/11/1946 - 04/07/1951 : Député du Calvados - Mouvement républicain populaire
- 17/06/1951 - 01/12/1955 : Député du Calvados - Mouvement républicain populaire
- 02/01/1956 - 08/12/1958 : Député du Calvados - Mouvement républicain populaire
- 26/04/1959 - 13/06/1970 : Sénateur du Calvados (réélu le 23 septembre 1962)

#### Fonctions gouvernementales
- Ministre de l'Industrie et du Commerce du gouvernement Georges Bidault (3) (du 7 février au 2 juillet 1950)
- Ministre de l'Industrie et du Commerce du gouvernement Henri Queuille (2) (du 2 au 12 juillet 1950)
- Ministre de l'Industrie et du Commerce du gouvernement René Pleven (1) (du 12 juillet 1950 au 10 mars 1951)
- Ministre de l'Industrie et du Commerce du gouvernement Henri Queuille (3) (du 10 mars au 11 août 1951)
- Ministre de l'Industrie et de l'Énergie du gouvernement René Pleven (2) (du 11 août 1951 au 20 janvier 1952)
- Ministre de l'Industrie et de l'Énergie du gouvernement Edgar Faure (1) (du 20 janvier au 8 mars 1952)
- Ministre de l'Industrie et du Commerce du gouvernement Antoine Pinay (du 8 mars 1952 au 8 janvier 1953)
- Ministre de l'Industrie et de l'Énergie du gouvernement René Mayer (du 8 janvier au 28 juin 1953)
- Ministre de l'Industrie et du Commerce des gouvernements Joseph Laniel (du 28 juin 1953 au 18 juin 1954)